# Abbaye royale de Saint-Michel-en-l'Herm
L'abbaye royale de Saint-Michel-en-l'Herm est un ancien monastère bénédictin situé dans le département actuel de la Vendée, en région Pays-de-la-Loire.
De sa création, à la fin du VIIe siècle, à la dispersion définitive des religieux en 1790, l'abbaye est au centre de la création du Marais poitevin. Sa richesse et son influence, dues notamment au commerce du sel, lui permettront de financer des grands travaux d'endiguement, de canalisation et de drainage pour créer un marais desséché propice à l'élevage et aux cultures.
En 1516, à la suite du concordat de Bologne, François Ier la déclare abbaye royale. Désormais des abbés commendataires, issus des hautes familles aristocratiques françaises et nommés par le roi, sont à la tête de l'abbaye, tels que l'humaniste Jacques de Billy à l'époque des guerres de Religion, Charles de Bourbon de 1582 à 1590 ou Mazarin de 1647 à 1661, qui fut le dernier abbé.
Depuis la Révolution française, il s'agit d'une propriété privée ; elle est classée aux monuments historiques depuis 1973.

## Histoire

### Fondation
La fondation de Saint-Michel-en-l'Herm est attribuée à l'évêque de Poitiers Ansoald, à la fin du VIIe siècle. Ce dernier conduisit une politique d'évangélisation intense dans tout le Poitou, avec l'aide notamment de saint Philibert qui fonda l'abbaye de Noirmoutier en 677. Celle de Saint-Michel fut fondée quelques années plus tard sur une île au confluent du Lay et de la Sèvre niortaise, d'où son ancien nom Condate (« confluent ») ou Vieux-Condet. En ce temps, le monachisme poitevin est d'inspiration irlandaise, il répond à un double objectif : celui de l'évangélisation, ainsi que le choix pour les moines d'un mode de vie érémitique, dans un espace désertique et extrêmement dur, d'où l'installation sur des îles (Noirmoutier ou Herio, Yeu, Vieux-Condet). Saint-Michel-en-l'Herm, le nom donné à la fondation, est le signe de ce double objectif : le culte de saint Michel, apparu au mont Gargano en Italie à la fin du Ve siècle, est diffusé notamment par Ansoald et exprime avec force la volonté de chasser le paganisme comme l'Archange a terrassé le dragon ; « Herm » trouve sa racine dans le mot grec eremos qui veut dire « désert » et qui donne également le mot « ermite ». Cela indique clairement que le lieu de fondation est un vrai désert, au sens propre comme au sens figuré. De cette terre insalubre, les moines doivent faire germer la vie, et y implanter la foi chrétienne.
L'histoire de l'abbaye lors des premières décennies reste obscure aujourd'hui. Son statut lors de la fondation est difficile à saisir. Le fait certain est qu'en 817, Arnoux, l'abbé de Noirmoutier fait passer l'abbaye de Saint-Michel sous la règle de saint Benoît.

### Invasion viking
L'abbaye fut détruite par les Normands en 877. Ces derniers s'installèrent sur l'île pendant près de 80 ans. Ils s'en servirent comme base d'où ils pouvaient attaquer le Poitou et rançonner les bateaux qui pénétraient dans le golfe des Pictons.
Finalement la reconquête du Poitou occidental sur les Normands fut entreprise par Guillaume III d'Aquitaine. La restauration de l'abbaye fut entreprise en 955 par son frère Ebles, évêque de Limoges, abbé de l'abbaye de Saint-Maixent et trésorier de Saint-Hilaire de Poitiers. Les travaux durèrent près de 70 ans, l'église ne fut consacrée qu'en 1047 sous l'abbatiat d'Aszo.

### Époque féodale
Aux Xe et XIe siècles l'abbaye est face à une certaine instabilité statutaire due à la mutation féodale et à la menace viking qui perdure jusqu'au début du XIe siècle. En 993, le monastère passe sous la suzeraineté d'Aimery, vicomte de Thouars. Il appelle des moines de l'abbaye Saint-Florent de Saumur pour repeupler les lieux, Saint-Michel-en-l'Herm devient ainsi un prieuré dépendant de Saumur. Finalement en 1037, Guillaume VI dit le Gros, duc d'Aquitaine, reprend possession de l'abbaye et chasse les moines de Saint-Florent de Saumur pour les remplacer par des moines provenant du monastère Notre-Dame de Luçon. Le monastère redevient une abbaye indépendante en 1041. Cette instabilité s'accompagne d'une pression toujours forte de la part des Vikings : en 1017 une dernière incursion normande entraîne l'enlèvement d'Emma de Ségur, la femme du vicomte Guy Ier de Limoges, venue en pèlerinage à Saint-Michel-en-l'Herm.
Ces faits expliquent la lenteur des travaux lancés en 955 par Ebles. L'abbaye devait avant tout se défendre, et elle était au centre de rivalités féodales entre les vicomtes de Thouars, les comtes du Poitou et leurs vassaux. Finalement les bâtiments consacrés en 1047 par l'abbé Aszo furent ravagés par un incendie accidentel l'année qui suit, une nouvelle église fut construite et consacrée en 1078 par l'abbé Lothaire.

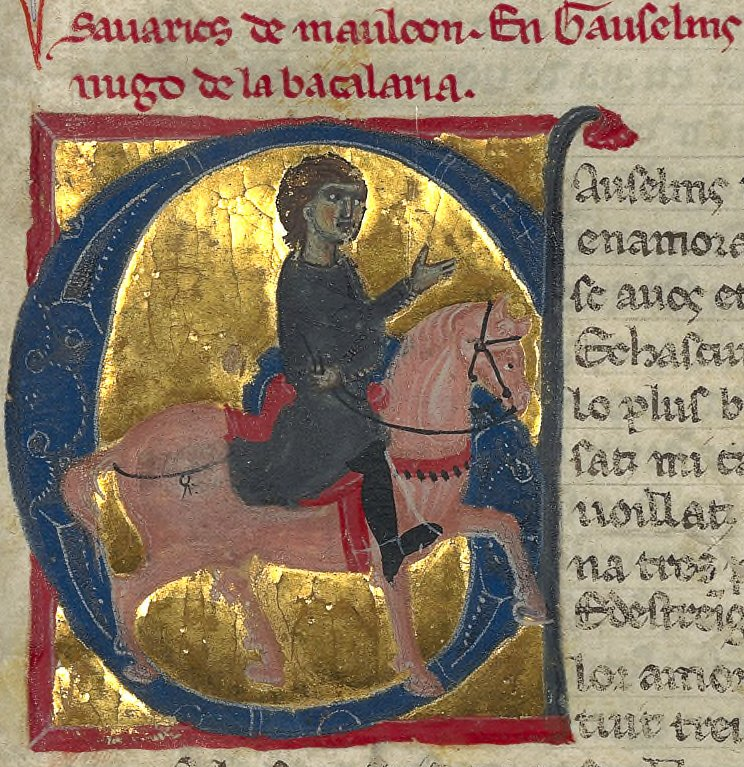
Le jeune Savary de Mauléon à cheval.

Bien qu'il soit difficile de reconstituer dans tous ses détails la chronologie des suzerains de Saint-Michel, faute de sources, il est certain que Savary III de Mauléon, puissant seigneur du Poitou au début du XIIIe siècle dont les terres s'étendaient de Châtelaillon aux Sables-d'Olonne, (où il fonda le port de la Chaume en 1218) eut une importance considérable. Il se fit protecteur de l'abbaye, lui donna de nombreuses terres, notamment les marais salants de l'île de Ré, et il se fit enterrer dans le chœur de l'église abbatiale de Saint-Michel-en-l'Herm le 5 août 1233. Sous sa suzeraineté, l'abbaye fut considérablement fortifiée.
Ainsi les XIIe, XIIIe et XIVe siècles furent une forte période de croissance pour l'abbaye. La protection des puissants de la région, la détention de nombreuses terres, ports et prieurés, allant de l'Aunis jusqu'à Cholet, et le commerce de nombreuses denrées, poissons, fruits de mer, et surtout sels, lui permirent de devenir un acteur économique majeur de la région. Ses possessions furent savamment pensées pour former un réseau marchand dense et efficace. Que ce soit pour ses possessions maritimes dans le golfe des Pictons et sur l'île de Ré, ou pour ses nombreuses possessions le long des fleuves (le Lay, la Vie, la Sèvre niortaise, la Sèvre nantaise, la Vendée), toutes lui permettaient d'avoir une emprise sur les voies commerciales de la région. C'est dans ce contexte qu'elle entreprit les premiers grands travaux d'assèchement du marais. Les terres entourant l'île de Saint-Michel-en-l'Herm étaient insalubres, aux prises avec les hasards des marées. C'est ainsi qu'elle finança des travaux qui consistaient à endiguer la région puis à drainer l'eau douce à l'aide d'un réseau complexe de canalisation. Ce travail se fit en association avec des seigneurs locaux qui fournissaient leurs terres alors que l'abbaye finançait les opérations, ce qui se matérialisait avec des contrats de paréage entre les deux partis. Elle s'associa également avec d'autres abbayes florissantes de la région. La trace la plus connue de cette association est le canal des Cinq-Abbés, creusé en 1217, et qui a vu l'association de cinq abbayes : Saint-Michel-en-l'Herm, Maillezais, Nieul-sur-l'Autise, L'Absie et Saint-Maixent. C'est le seigneur de Chaillé, Pierre de Velluire, qui leur a permis de creuser sur ses terres un grand canal, toujours existant aujourd'hui.
En 1317 le diocèse de Poitiers est amputé de son extrémité ouest afin de former un diocèse à part entière. Son siège fut fixé à l'abbaye de Luçon, plus central que Saint-Michel quoique celle-ci soit plus ancienne, à la grande déception de ses moines.
De par la richesse acquise, l'abbaye fut relativement épargnée lors de la guerre de Cent Ans. Elle put échapper aux destructions commises par les troupes du Prince Noir en lui payant deux rançons à la fin du XIVe siècle. Mais plus tard, en 1453 Louis d'Amboise, le vicomte de Thouars, accompagné d'une troupe de plusieurs seigneurs, attaqua et prit l'abbaye de Saint-Michel-en-l'Herm. Les bâtiments furent en grande partie épargnés mais après le pillage, l'abbaye dut renforcer ses fortifications.

### Guerres de Religion
Un siècle plus tard, dans le contexte des guerres de Religion qui ont été particulièrement meurtrières dans le Poitou, l'abbaye de Saint-Michel-en-l'Herm faisait office de place forte catholique. Ses fortifications héritées du Moyen Âge et renforcées à la suite de la guerre de Cent Ans lui permettaient d'être un éminent lieu de protection. C'est pourquoi l'évêque de Luçon, face à l'avancée grandissante des huguenots partout dans la région, y fit transférer ses biens les plus précieux. Mais finalement l'opulence de l'abbaye et la valeur considérable des biens catholiques qu'elle renfermait en firent un lieu stratégique à détruire et piller pour les huguenots. Ce qu'ils firent en 1568 après avoir pris Fontenay-le-Comte. Ils menèrent un grand siège auquel l'abbaye ne résista pas, malgré la puissance de sa forteresse et la décision de briser les écluses entourant l'ancienne île de Saint-Michel. Le sacristain Châteaupers, chargé de la défense du lieu, fut pris et condamné à mort à La Rochelle. Les soldats huguenots pillèrent le lieu, toutes les richesses de l'abbaye ainsi que celles de l'évêque de Luçon furent prises et éparpillées. On brûle la bibliothèque de l'abbaye avec toutes ses archives. Le bilan humain s'élève à environ quatre cents morts : l'abbaye comptait en ce temps deux cents moines, moines convers inclus, et deux cents autres personnes étaient venues se réfugier au sein de la forteresse. Quant aux bâtiments, ils furent bombardés, et l'abbaye n'est plus qu'une ruine à la fin du siège.

### Commende et déclin
En 1474, l'archevêque de Reims Pierre de Monfort-Laval fut peut-être le premier abbé commendataire, à savoir un abbé nommé par un prince laïc. À la suite du Concordat de Bologne passé en 1516 entre François Ieret le pape Léon X, l'abbaye est devenue "royale", les abbés furent désormais nommés directement par le roi.

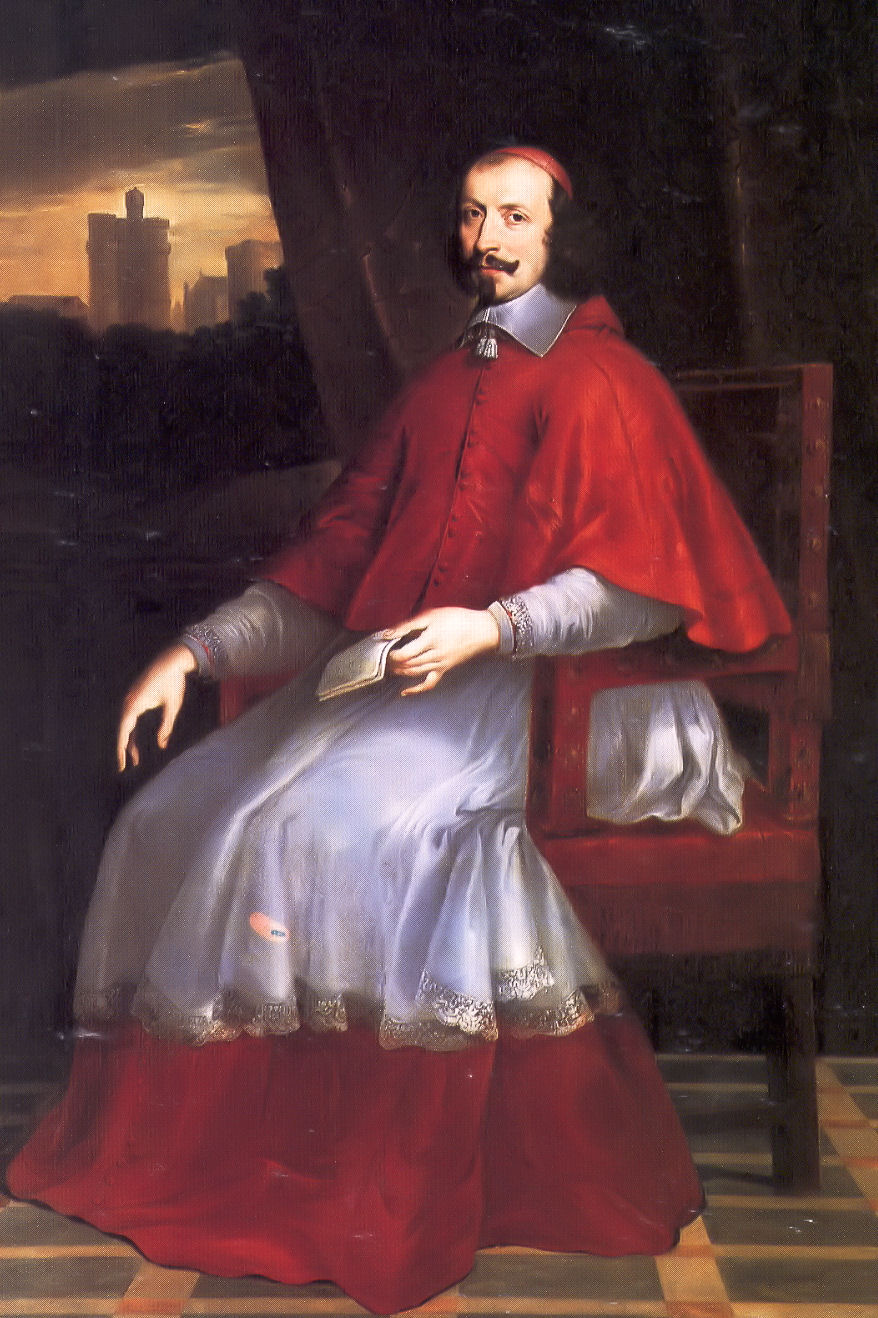
Le cardinal Mazarin.

Après le siège des huguenots, le lieu fut laissé désert et en ruine durant seize années. Ce n'est qu'en 1584 que des religieux revinrent habiter l'abbaye. Sous l'abbatiat des commendataires Charles de Bourbon (1582-1590) et Marien de Martinbault (1590-1604), une tentative de restauration est menée mais elle n'aboutit pas, faute de financement. L'abbatiat de Mazarin de 1647 à sa mort en 1661 fut important car il manqua d'aboutir, malgré lui, à la fin de l'histoire du monastère. Dans son testament, le cardinal de Mazarin répartit strictement le partage des revenus de l'abbaye entre la mense abbatiale, pour l'abbé, et la mense conventuelle, pour les moines. Il stipulait que ses revenus en tant qu'abbé devaient être donnés au collège des Quatre-Nations, futur Institut de France. Mais finalement un arrêt royal, après la mort de Mazarin, demanda le transfert de tous les bénéfices de l'abbaye au collège des Quatre-Nations, ce qui équivalait à une mort programmée de l'abbaye. Le roi revint sur sa décision en 1662, seule la mense abbatiale dut être transférée au collège.
En 1669, l'évêque de Luçon Nicolas Colbert, face au dépeuplement qu'avait connu l'abbaye à la suite de la peste de 1667, fit venir à Saint-Michel-en-l'Herm la puissante congrégation de Saint-Maur. Celle-ci s'était donné pour but la rénovation de la règle bénédictine en France dans le contexte de la réforme catholique du XVIIe siècle. C'est ce qu'elle fit à Saint-Michel-en-l'Herm, et une reconstruction de l'abbaye fut entreprise à la demande de la congrégation. Elle fut confiée à l'architecte François Le Duc, dit Toscane, et s'étendit de 1685 à 1705. Une église à la taille plus modeste que les ruines de l'église médiévale fut construite au XVIIIe siècle.

### Révolution française
À la veille de la Révolution française, l'abbaye a perdu beaucoup de son ancienne richesse, elle n'a plus qu'un rayonnement très local. De plus les vocations monastiques se raréfient tout au long du siècle des Lumières et en 1789 le monastère ne compte plus qu'un prieur et six moines titulaires  (au lieu des treize titulaires de la tradition bénédictine). Malgré le déclin du monastère, il s'agit d'une communauté à la richesse considérable puisque sa valeur est estimée alors à 100 000 livres.Finalement la Révolution vend l'abbaye en tant que bien national en 1790 et les religieux se dispersent. Les républicains détruisent une grande partie des bâtiments et les volumes de la bibliothèque sont dispersés, l'inventaire en dénombre 3 506. Un ancien fermier général des tabacs, M. Jean-François Didelot, rachète le lieu et ses terres en 1792 avant d'être guillotiné deux ans plus tard.
En 1818, Julien Anne Le Roux, banquier parisien originaire de Nozay et père d'Alfred Le Roux, député-ministre sous le Second Empire, rachète les bâtiments de l'ancienne abbaye et une grande partie des marais qui en dépendaient. Quatre descendants de la famille Le Roux en sont aujourd'hui propriétaires – parmi lesquels le poète Dominique Sorrente.

### Liste des abbés
- 958-961 : Ebles
- 961-10?? : Dion
- 10??-10?? : Azon
- 10??-10?? : Pierre Ier
- 10??-11?? : Garnier
- 11??-1160 : Michel
- 1160-11?? : Guillaume Ier
- 11??-11?? : Josserand
- 11??-1200 : Simon
- 1200-1270 : Audebert
- 1270-1283 : Pierre II
- 1283-1366 : Jean Ier
- 1366-1377 : Hugues Ier
- 1377-1400 : Géraud
- 1400-1409 : Hugues II
- 1409-1412 : Jacques Ier
- 1412-1445 : Guillaume II Tissonier
- 1445-1451 : Richard Paule
- 1451-1476 : Guillaume III
- 1476-1488 : Nicolas
- 1488-1495 : Thomas
- 1496-1515 : Jean II de La Trémoïlle
- 1515-1534 : Bertrand de Moussy
- 1535-1552 : Jean de Billy, dit « le Vieux »
- 1552-1566 : Jean de Billy, dit « le Jeune »
- 1566-1581 : Jacques II de Billy
- 1582-1584 : Vacance
- 1584-1589 : cardinal Charles de Bourbon-Vendôme
- 1589-1606 : Marien de Martinbault
- 1606-1609 : Louis de Bourbon-Condé, comte de Soissons
- 1609-1621 : Jean IV Le Gay
- 1621-1636 : Balthazar Poitevin
- 1636-1641 : Jean-Baptiste de Croisilles
- 1641-1649 : Paul-Philippe-Hardouin de Péréfixe de Beaumont
- 1649-1651 : Guillaume IV de Montagne
- 1651-1661 : cardinal Jules Mazarin

## Patrimoine

### Une succession de cinq abbayes
Il y a eu cinq constructions successives durant son histoire. La première abbaye fut élevée en 682 par saint Philbert, et furent vraisemblablement des bâtiments en bois. Elle est détruite par les Arabes (ou Sarrasins) vers 732, avant qu'ils soient stoppés par Charles Martel à Poitiers.

### Fondations de l'abbaye
Des premières constructions en bois de 682, tout a disparu. Les constructions les plus anciennes qui sont conservées correspondent à ce que l'on appelle aujourd'hui la « basse église ». Elle se situe à l'emplacement du transept sud de l'église médiévale, mais elle est aujourd'hui souterraine par rapport aux bâtiments des XIIe et XIIIe siècles. La question non résolue encore aujourd'hui est de savoir si cet espace fut conçu sous le sol dès le départ ou si les constructions ultérieures l'ont enfoui. S'agit-il des traces de la première église consacrée en 1027 sous le patronage de sainte Hélène? Malgré toutes ces incertitudes, beaucoup d'éléments sont intéressants : plusieurs emplacements de tombes ont été trouvés et quelques claveaux plus anciens y ont été réemployés. Après l'incendie de 1048, l'abbé Lothaire reconstruit les bâtiments conventuels sur un plan régulier, répartis autour du cloître.

### Moyen Âge central
Mise à part cette « basse église » qui pose beaucoup de questions, l'époque médiévale a laissé encore beaucoup de témoignages.
La salle capitulaire date du XIIe siècle et a été rénovée après les guerres de Religion, à la fin du XVIe siècle. Sa façade extérieure présente quelques beaux vestiges de chapiteaux romans, dont beaucoup abordent la culture maritime des moines.
Au XIIIe siècle, de grands travaux d'embellissement sont effectués, grâce à l'envasement du golfe qui permet d'obtenir plus de terres et surtout grâce aux donations du prince de Talmont, Savary III de Mauléon.
Le chauffoir date du XIIIe siècle. Sa voûte s'est effondrée à la Révolution française, la salle doit son aspect squelettique aux propriétaires du XIXe siècle qui, en 1880, ont reconstruit en partie les seules ogives de la voûte pour lui donner un aspect de ruines romantiques. Avant les guerres de Religion, cette structure comprenait trois travées supplémentaires.
Le réfectoire du XIIIe siècle, se trouve aujourd'hui enterré sous le remblaiement effectué au XVIIe siècle .
L'établissement d'un plan et de descriptions lors de l'installation des mauristes en 1669 permet de connaître la disposition des bâtiments médiévaux avec les grandes transformations modernes.

### Constructions des mauristes
François le Duc, l'architecte de la rénovation mauriste, est à l'origine de trois grands bâtiments encore présents aujourd'hui : le logis de l'abbé, le réfectoire et le dortoir des moines. Pour cette reconstruction un grand remblaiement a été effectué, ce qui explique que les bâtiments médiévaux mentionnés précédemment soient en sous-sol.
Les projets de Le Duc, d'abord ambitieux, durent se contenter des aménagements minimaux à la vie monastique. La reconstruction fut lente, s'étendant sur une soixantaine d'années. La première, l'aile du dortoir, est achevée en 1679. Le logis abbatial est construit en 1687. Le réfectoire est finalement élevé en 1697. En 1740, c'est au tour de l'église d'être reconstruite, sur un plan bien moins ambitieux que l'édifice roman antérieur.
L'abbaye conserve également des bâtiments conventuels : le "logis de l'Aiguier" et son pigeonnier du XVIIIe siècle.